# 佐田岬半島

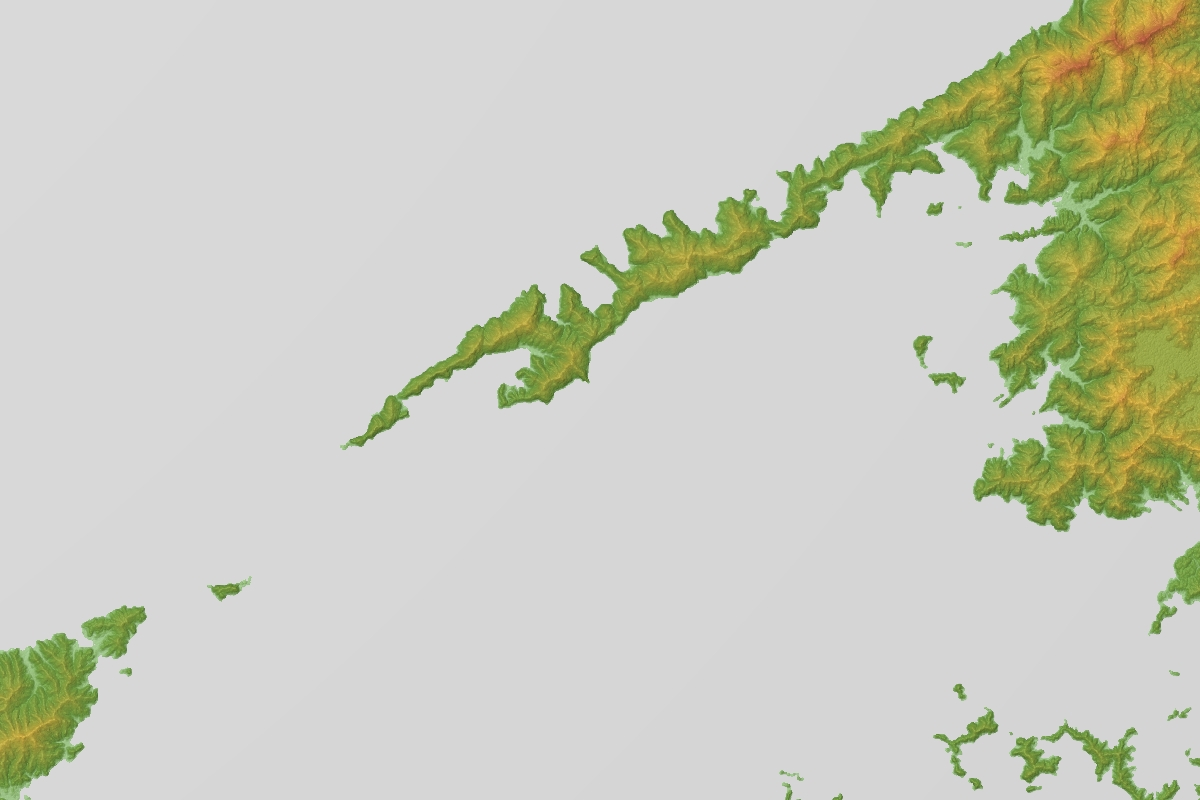
佐田岬半島の地形図

佐田岬半島（さだみさきはんとう）は、四国の最も西に位置する半島であり、行政区画としては先端部を含む大半は愛媛県西宇和郡伊方町に、基部は八幡浜市に属している。三崎半島と呼ばれることもある。八幡浜港付近から西南西へ、中央構造線（メディアンライン）に沿って、長さ約50キロメートルにわたって直線的に突き出しており、北の瀬戸内海（伊予灘）と南の宇和海とを隔てている。先端には佐田岬があり、瀬戸内海国立公園に指定され、半島腹部は佐田岬半島宇和海県立自然公園に指定されている。山稜に沿った形で国道197号が三崎港まで通じている。

## 地形

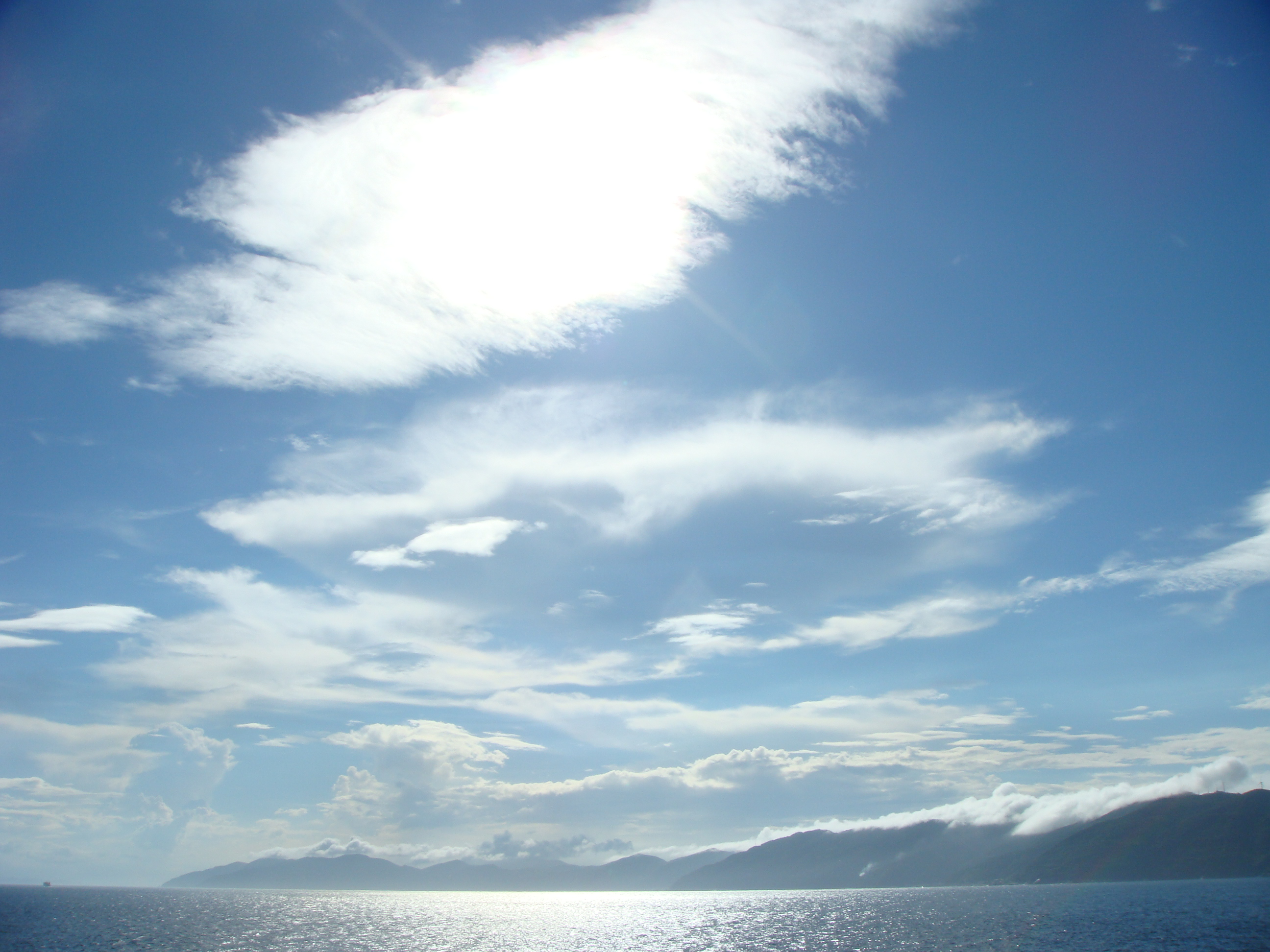
海から見た佐田岬半島

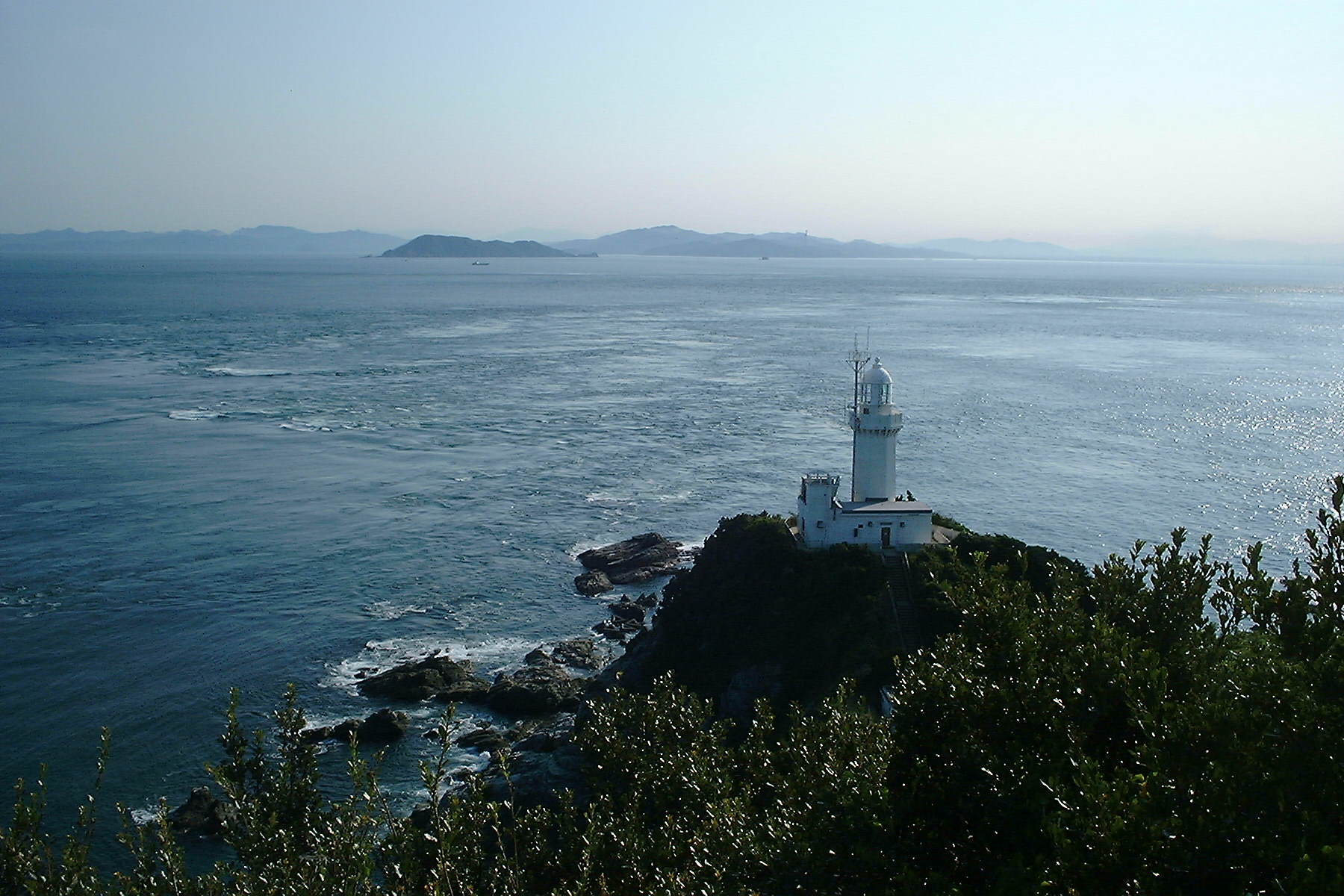
佐田岬から豊予海峡を望む。高島と、その右奥に佐賀関半島が見える

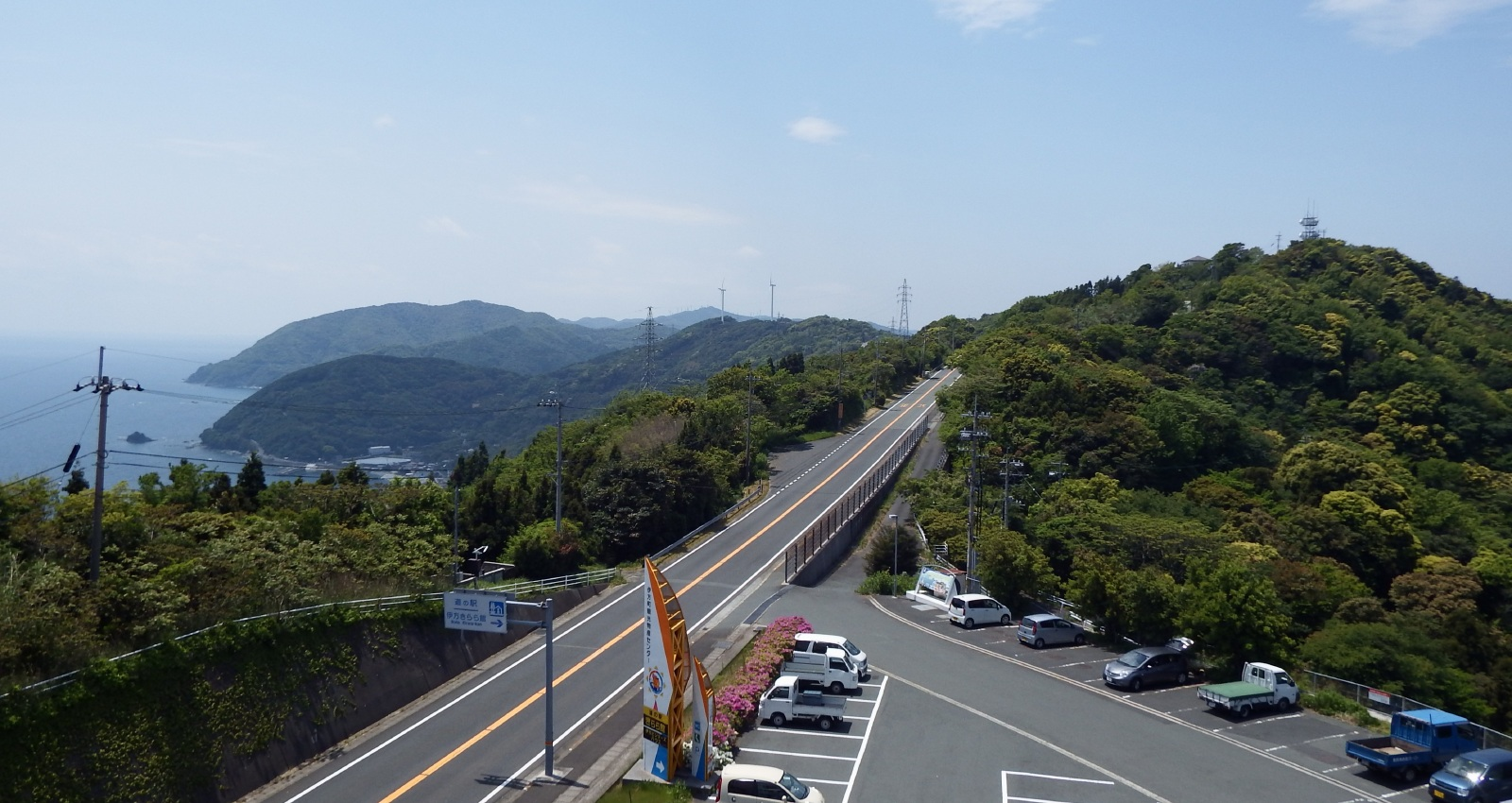
メロディーライン

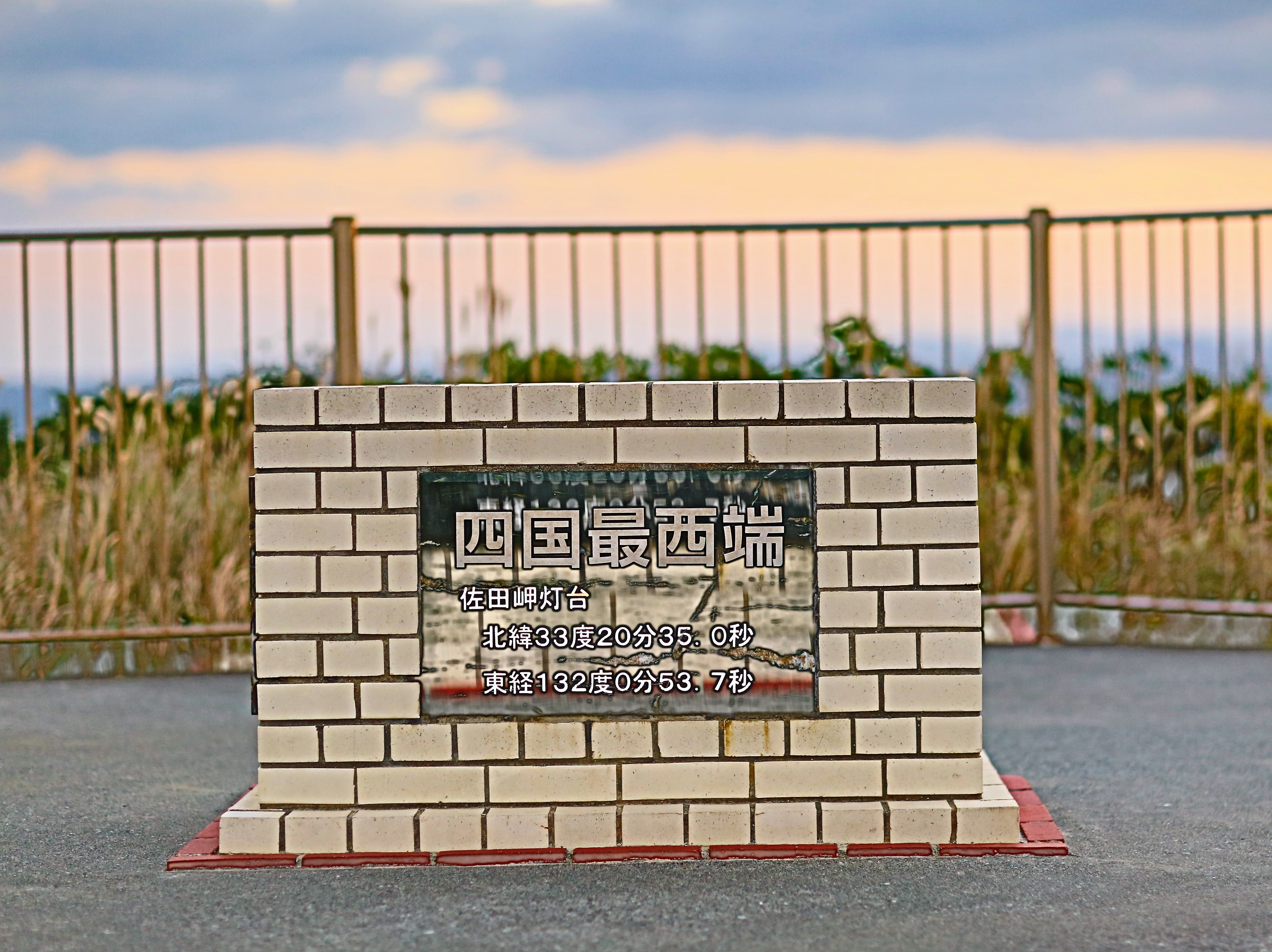
佐田岬燈台近くの四国最西端の碑

佐田岬半島は日本列島における最大の断層である中央構造線の南縁に当たる。南西方向に向かってほぼまっすぐに伸び、その先は豊予海峡である。細長い形状で、最も狭い箇所（北は三机湾最奥の小振地区と宇和海側（南）の塩成地区との間）は幅約700から800メートル。。北（瀬戸内（伊予灘）側）、南（宇和海・豊後水道）ともにリアス式海岸が形成され、良港に恵まれ漁業が盛んである。しかし、港の背後には急峻な山地が迫っており、平地はほとんどない。海岸はそのほとんどが磯であり、砂浜は宇和海側に若干みられる程度である。

## 地質
佐田岬半島には、付近に中央構造線が走っている上に、土質の脆い地滑り地帯が存在する。
半島基部一帯には銅の鉱脈が走り、江戸時代から銅山があった。その後、藩による管理から解放され、民間でも鉱山開発が可能になった明治時代前半には、八幡浜市保内町の付近では、柳谷（りゅうこく）銅山などの鉱山開発が盛んに行なわれ、一時は精錬所も設置されていた。精錬所は八幡浜港沖合いの無人島・佐島にも設置されていた。鉱害の発生もあり操業は短期間で終わったが、今日ではそれらの産業遺跡が各地に遺されている。銅鉱山事情については、愛媛県生涯学習センター「データベースえひめの記憶」に収載の『愛媛県史』に詳しい。

## 文化
佐田岬半島地域には年中行事などの民俗文化が継承されており、佐田岬半島ミュージアム（伊方町塩成、道の駅でもある、旧瀬戸農業公園）がその保存継承の一役を担っている。
初盆行事は各地域それぞれに多種多様な姿が継承されており、「佐田岬半島の初盆行事」として2010年に国の「記録作成等の措置を講ずべき無形の民俗文化財」（「選択無形民俗文化財」とも言われる）に選定されている。

## 交通

### 陸上交通
その地形から、道路の整備は遅れた。突端部の旧・三崎町までバスが通じたのは1960年代であり、それまで交通は港づたいに結ぶ船舶に頼らざるを得ない「陸の孤島」であった。このような事情から、特に佐田岬半島の北側は季節風の影響を受けがちであるため、航路も発達せず、集落は半島の南側に多い。
半島を縦貫する国道197号は、かつては山腹に沿って眼下に宇和海を臨む形で走っていたため、曲がりくねり、自動車同士のすれ違いもままならない悪路であり、197をもじって、別名「イクナ」酷道（こくどう）とすら呼ばれていた。しかしながら、半島の尾根を縦走する頂上線（愛称:メロディーライン）が完成し、今日では八幡浜市から三崎港まで1時間もかからなくなった。途中道の駅伊方きらら館と道の駅佐田岬半島ミュージアムがある。
松山市への伊予鉄バスの特急バスが三崎港から出ている。

### 海上交通
佐田岬から九州北東部の佐賀関半島へは16キロメートルの距離しかなく、九州と四国とを結ぶ最短ルートとして、三崎港からは大分県佐賀関港との間に国道九四フェリー（国道197号の海上区間に相当）が就航している。過去には、八幡浜-別府航路が寄港していたが、なくなっている。

### 豊予海峡ルート
かねてから「豊予海峡ルート」として、愛媛県と大分県を道路または鉄道（あるいは両方）で結ぶ構想がある。道路として豊予海峡大橋（仮称）で、四国新幹線の有力ルートとも目されていたが、膨大な建設費が必要と見込まれ、構想にとどまっている。

## 産業

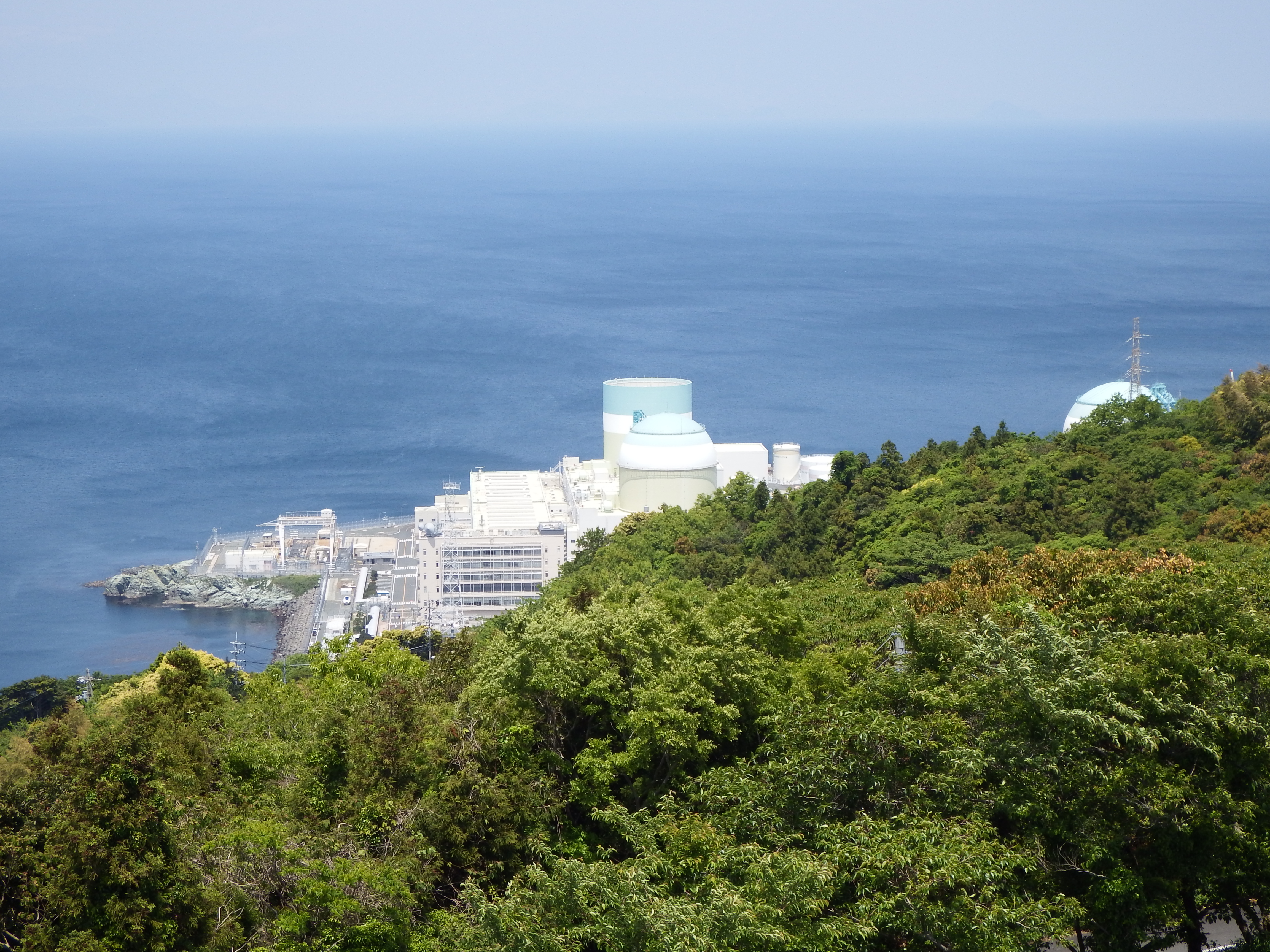
道の駅伊方きらら館の屋上から伊方原発が見える。

### 農林水産業
佐田岬半島は宇和海と瀬戸内海に面しており、岬アジ・岬サバやイセエビ、サザエ、テングサ、チリメン加工等で知られる水産業が盛んである。また、愛媛県は柑橘類の栽培で知られているが、佐田岬半島においては、斜面を段々畑にしたナツミカン栽培が行われてきた。

### 風力発電
佐田岬半島は北西に風を遮る陸地がないため、北西からの季節風の影響を受けやすい。逆に、風力発電のためには風況が良く、発電のための風車が、旧・伊方町西部から旧・三崎町東部にかけての稜線上に林立し、独特の景観を構成している。四国では風力発電に適した、特に風況の良い地域は、佐田岬半島か、四国カルスト、高知県檮原町付近の四国山地とされている。このようなことから、旧・瀬戸町では風力発電に精力的に取組み、市町村合併の直前頃から旧・三崎町でも取り組むようになった。対して、旧・伊方町は、伊方原子力発電所があるため、風力発電には取り組みにおいては後進地域であった。その後、新・伊方町になってからは、合併前の他の風力発電の取り組みを引き継いで推進するようになった。

## 観光
自然観光資源
幅が狭く、山稜近くを走る国道197号（通称・メロディーライン）は瀬戸内と宇和海とを交互に眺めることのできるドライブルートである。
- 佐田岬 -　先端には佐田岬灯台が設置されており、周辺には遊歩道やキャンプ場が整備されている。
- 佐田岬メロディーライン - 山桜の名所として知られる。
- しらすパーク （西宇和郡伊方町川之浜652-1）
- 亀ヶ池温泉 （西宇和郡伊方町二見甲1289番地）
- 道の駅・瀬戸農業公園 （西宇和郡伊方町塩成293）→佐田岬ミュージアム

歴史文化資源
また、かつての大日本帝国陸軍の施設の芸予要塞の佐田岬砲台があり、遺構が残されている。